# Helianthemum montis-bovis
Helianthemum montis-bovis är en solvändeväxtart som beskrevs av Gonzalo Mateo. Helianthemum montis-bovis ingår i släktet solvändor, och familjen solvändeväxter. Inga underarter finns listade i Catalogue of Life.